# Carabus melancholicus costatus
Carabus (Ctenocarabus) melancholicus constatus – podgatunek chrząszcza z rodziny biegaczowatych i podrodziny Carabinae.
Takson ten został opisany w 1824 roku przez Ernsta Friedricha Germara. Klasyfikowany jest jako podgatunek C. melancholicus w podrodzaju Ctenocarabus, a wcześniej był w podrodzaju Rhabdotocarabus.
Podgatunek palearktyczny. Występuje w północnej Portugalii, północnej i środkowej Hiszpanii oraz południowo-zachodniej Francji.